# William Gilbert

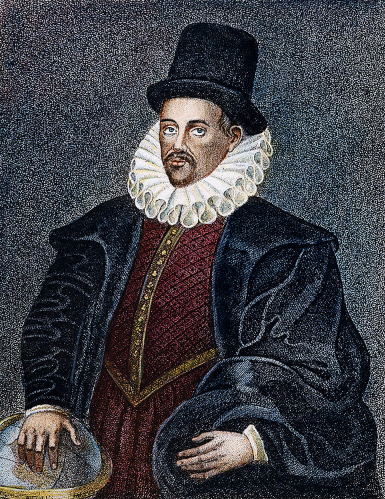
William Gilbert (1544-1603)

William Gilbert (Colchester, 24 mei 1544 – Londen, 30 november 1603), ook bekend als Gilberd, was een Engelse arts en natuurfilosoof.
Gilbert studeerde op het St John's College van de Universiteit van Cambridge. Hij werd later de lijfarts van koningin Elizabeth I and Jacobus I van Engeland. Als natuurfilosoof werd hij vooral bekend om zijn onderzoek naar magnetisme en elektriciteit. Gilbert is de uitvinder van het woord "elektriciteit" (in de Latijnse vorm vis electrica, elektrische kracht) en velen zien hem als de grondlegger van de elektrotechniek.
Gilberts belangrijkste werk was De Magnete, Magneticisque Corporibus, et de Magno Magnete Tellure (Over de magneet en magnetische lichamen, en over de grote magneet Aarde) uit 1600. Hierin beschrijft hij veel van zijn experimenten met een model van de aarde, de terrella, en met een apparaat dat elektrostatische krachten kon waarnemen, het versorium. Uit zijn experimenten concludeerde Gilbert dat de Aarde magnetisch was geladen en dat kompassen om deze reden naar het noorden wezen. Daarvoor dacht men dat kompassen naar de Poolster of naar een magnetisch eiland op de Noordpool wezen. Gilbert maakte ruim gebruik van het werk van de 13e-eeuwse wetenschapper Petrus Peregrinus. In het boek doet hij tevens met behulp van barnsteen onderzoek naar statische elektriciteit. Het Griekse woord voor barnsteen is "elektron", waarop Gilbert besloot om de statische lading van barnstenen "elektrische kracht" te noemen.
Gilbert betoogde dat elektriciteit en magnetisme van elkaar verschillen. Zo beweerde hij, ten onrechte dat magnetische aantrekkingskracht bij hitte in stand bleef, terwijl elektrische aantrekkingskracht verdween. James Clerk Maxwell toonde in A Treatise on Electricity and Magnetism (Een verhandeling over elektriciteit en magnetisme) aan dat beide effecten een vorm van elektromagnetisme waren.
Gilberts magnetisme was de onzichtbare kracht die vele andere natuurfilosofen, zoals Johannes Kepler, ook ten onrechte, gebruikten om de bewegingen die zij in de natuur zagen, te verklaren. Hoewel Gilbert magnetisme niet verbond met aantrekkingskracht tussen de sterren, wees hij er, twintig jaar voor Galileo Galilei, op dat de beweging van de hemelse sferen door de draaiing van de aarde kwam, en niet door de rotatie van de sferen. Gilbert was aan het einde van de 16e eeuw een van de weinige overtuigde aanhangers van het wereldbeeld van Copernicus.
De eenheid van de magnetomotorische kracht, of magnetische spanning, de gilbert, is naar hem vernoemd.
Gilbert stierf op 30 november 1603, waarschijnlijk aan de builenpest.
Hoewel hij vandaag de dag vooral bekendstaat als William Gilbert, gebruikte hij ook weleens de naam William Gilberd. Voorbeelden hiervan zijn Gilberts grafsteen en de grafsteen van zijn vader, de archieven van de stad Colchester, het boek De Magnete, en in de naam van de Gilberd School in Colchester, die naar William Gilbert is genoemd.

## Uitgaven
- Gilbert, William. (1600), De Magnete (Over de magneet). In 1893 van het Latijn in het Engels vertaald door Paul Fleury Mottelay.